# Józef Płoskonka
Józef Stanisław Płoskonka (ur. 8 maja 1946 w Krakowie) – polski urzędnik państwowy i samorządowy, w latach 1990–1994 wojewoda kielecki, od 1998 do 2001 wiceminister spraw wewnętrznych i administracji.

## Życiorys
W 1970 ukończył studia w dziedzinie fizyki na Uniwersytecie Jagiellońskim, w 1975 uzyskał stopień doktora nauk fizycznych ze specjalnością fizyka jądrowa. Był pracownikiem naukowym, pełnił m.in. funkcję wicedyrektora Instytutu Fizyki Wyższej Szkoły Pedagogicznej w Kielcach.
W latach 80. działał w „Solidarności”. W czasie stanu wojennego został internowany na okres ponad czterech miesięcy.
Od 1990 do 1994 pełnił funkcję wojewody kieleckiego. Następnie pracował m.in. jako prezes Świętokrzyskiej Agencji Rozwoju Regionalnego S.A. w Kielcach. Był też ekspertem w Zespole ds. Reformy Administracji Publicznej w Instytucie Spraw Publicznych. W rządzie Jerzego Buzka zajmował stanowisko podsekretarza stanu w Ministerstwie Spraw Wewnętrznych i Administracji. Odpowiadał za sprawy dotyczące samorządu terytorialnego, był sekretarzem Międzyresortowego Zespołu ds. Wdrażania Reformy Administracji Publicznej. W 2000 przez kilka miesięcy pełnił funkcję komisarza gminy Warszawa-Centrum po tym, jak Naczelny Sąd Administracyjny uznał, że władze gminy zostały powołane niezgodnie z prawem.
W 2002 został członkiem kolegium Najwyższej Izby Kontroli i doradcą prezesa NIK. Pełnił również obowiązki dyrektora delegatury NIK w Katowicach. Doradzał Janowi Rokicie i Platformie Obywatelskiej w sprawach z zakresu samorządu terytorialnego i administracji publicznej.

## Odznaczenia i wyróżnienia
Odznaczony Krzyżem Komandorskim (2019) i Krzyżem Oficerskim (2009) Orderu Odrodzenia Polski, Krzyżem Wolności i Solidarności (2018) oraz Odznaką Honorową za Zasługi dla Samorządu Terytorialnego (2015)
W 1994 został honorowym obywatelem Włoszczowy.